# Вакаруса (Канзас)
Вакаруса (англ. Wakarusa) — переписна місцевість (CDP) в США, в окрузі Шоні штату Канзас. Населення — 242 особи (2020).

## Географія
Вакаруса розташована за координатами 38°53′38″ пн. ш. 95°42′18″ зх. д. / 38.89389° пн. ш. 95.70500° зх. д. (38.893878, -95.704956).  За даними Бюро перепису населення США в 2010 році переписна місцевість мала площу 12,95 км², з яких 12,86 км² — суходіл та 0,09 км² — водойми.

## Демографія
Згідно з переписом 2010 року, у переписній місцевості мешкало 260 осіб у 114 домогосподарствах у складі 79 родин. Густота населення становила 20 осіб/км².  Було 120 помешкань (9/км²).
Расовий склад населення:
| - 95,4 % — білих - 0,8 % — чорних або афроамериканців - 0,4 % — азіатів |

До двох чи більше рас належало 2,7 %. Частка іспаномовних становила 3,8 % від усіх жителів.
За віковим діапазоном населення розподілялося таким чином: 18,5 % — особи молодші 18 років, 65,0 % — особи у віці 18—64 років, 16,5 % — особи у віці 65 років та старші. Медіана віку мешканця становила 48,5 року. На 100 осіб жіночої статі у переписній місцевості припадало 108,0 чоловіків;  на 100 жінок у віці від 18 років та старших — 98,1 чоловіків також старших 18 років.
Середній дохід на одне домашнє господарство  становив 45 786 доларів США (медіана — 38 321), а середній дохід на одну сім'ю — 69 675 доларів (медіана — 75 278). За межею бідності перебувало 22,6 % осіб, у тому числі 0,0 % дітей у віці до 18 років та 5,8 % осіб у віці 65 років та старших.
Цивільне працевлаштоване населення становило 120 осіб. Основні галузі зайнятості: освіта, охорона здоров'я та соціальна допомога — 25,0 %, роздрібна торгівля — 16,7 %, будівництво — 13,3 %, фінанси, страхування та нерухомість — 11,7 %.